# Podgozd, Žužemberk
Podgozd je naselje v Občini Žužemberk.